# حوزه انتخابیه تربت حیدریه، مه‌ولات و زاوه
حوزه انتخابیهٔ تربت حیدریه، مه‌ولات و زاوه یکی از حوزه از حوزه‌های استان خراسان رضوی برای انتخابات مجلس شورای اسلامی است. این حوزه به مرکزیت تربت حیدریه، ۱ نماینده دارد.

## نمایندگان
- دوره نخست: عبدالله امامی
- دوره دوم: مهدی یعقوبی
- دوره سوم: اسماعیل سهمی حصاری
- دوره چهارم: محمدناصر توسلی‌زاده
- دوره پنجم: محمدناصر توسلی‌زاده
- دوره ششم: ابوالقاسم عابدین‌پور
- دوره هفتم: محمدناصر توسلی‌زاده
- دوره هشتم: محمدعلی رضایی
- دوره نهم: ابوالقاسم خسروی‌سهل‌آبادی
- دوره دهم: سعید باستانی
- دوره یازدهم: محسن زنگنه
- دوره دوازدهم: محسن زنگنه

## پی‌نوشت و منبع
- «جدول حوزه‌های انتخابیه در انتخابات دهمین دورهٔ مجلس شورای اسلامی» (PDF). مرکز پژوهش و سنجش افکار صدا و سیما. بایگانی‌شده از اصلی (PDF) در ۵ اکتبر ۲۰۱۸. دریافت‌شده در ۳ ژوئیه ۲۰۱۶.